# Tim Hopper
Tim Hopper, pseudonimo di Timothy Paul Hopper (Chicago, ...), è un attore e regista statunitense.

## Biografia
Tim Hopper è nato a Chicago e ha scoperto la sua passione per il teatro da bambino. Ha frequentato vari corsi di recitazione e, nel 1989 entra a far parte della Steppenwolf Theatre Company, recitando in varie produzioni teatrali e musical. Nel 1991 esordisce al cinema nel ruolo di Lester nella pellicola cinematografica Frankie e Johnny, quattro anni dopo, nel 1995 debutta in televisione, prendendo parte alla serie TV Law & Order - I due volti della giustizia, in un ruolo piccolissimo. Dopo prende parte a serie televisiva di fama internazionale in ruoli sempre più importanti, come: Medium, Law & Order - Unità vittime speciali e Oz. È stato il narratore del reality show Most Evil.

## Filmografia parziale

### Cinema
- Paura d'amare (Frankie and Johnny), regia di Garry Marshall (1991)
- Conflitto di classe (Class Action), regia di Michael Apted (1991)
- L'ultimo dei Mohicani (The Last of the Mohicans), regia di Michael Mann (1992)
- Da morire (To Die For), regia di Gus Van Sant (1995)
- Vanilla Sky, regia di Cameron Crowe (2001)
- Personal Velocity - Il momento giusto (Personal Velocity: Three Portraits), regia di Rebecca Miller (2002)
- School of Rock, regia di Richard Linklater (2003)
- Gardener of Eden - Il giustiziere senza legge (Gardener of Eden), regia di Kevin Connolly (2007)
- Tenderness, regia di John Polson (2009)

### Televisione
- Law & Order - I due volti della giustizia (Law & Order) – serie TV, un episodio (1995)
- New York Undercover – serie TV, un episodio (1995)
- Almost Perfect – serie TV, un episodio (1996)
- Oz – serie TV, 10 episodi (1997-1999)
- Squadra emergenza (Third Watch) – serie TV, un episodio (2000)
- Law & Order - Unità vittime speciali (Law & Order: Special Victims Unit) – serie TV, 2 episodi (2000, stag. 2 ep. 8-2006)
- Law & Order - Il verdetto (Law & Order: Trial by Jury) – serie TV, 2 episodi (2005)
- Così gira il mondo (As the World Turns) – serie TV, 2 episodi (2006)
- Most Evil – serie TV, 38 episodi (2006-2014)
- Medium – serie TV, un episodio (2007)
- Grey's Anatomy - serie TV, episodio 3x20 (2007)
- White Collar – serie TV, un episodio (2009)
- The Americans – serie TV, 4 episodi (2013-2014)
- Chicago Fire – serie TV, 23 episodi (2013-2024)

## Doppiatori italiani
Nelle versioni in italiano delle opere in cui ha recitato, Tim Hopper è stato doppiato da:
- Stefano Mondini in Conflitto di classe
- Pasquale Anselmo ne L'ultimo dei Mohicani
- Ambrogio Colombo in School of Rock
- Davide Marzi in Grey's Anatomy
- Raffaele Palmieri in Medium
- Sergio Lucchetti in White Collar e Chicago Fire (stagioni 6-11)
- Alberto Angrisano in Blue Bloods
- Antonio Sanna in The Exorcist
- Enrico Pallini in Next
- Alessio Cigliano in Utopia
- Vittorio Guerrieri in Chicago Fire (stagione 12)